# 나카야마 다다미쓰
나카야마 다다미쓰(中山忠光, 1845년 5월 18일 ~ 1864년 12월 13일)는 에도 시대 말기의 공경이다. 지금의 시모노세키시에서 5명의 자객에 의해 암살당했다.